# Ilyes Housni
Ilyes Housni (en árabe: إِلْيَاس حُسْنِيّ‎; Créteil, 14 de mayo de 2005) es un futbolista franco-marroquí que juega como delantero en el Paris Saint-Germain de la Ligue 1.

## Primeros años
Nació en Créteil, Isla de Francia, jugó en varios clubes de la región, desde el U. S. Créteil-Lusitanos de su ciudad natal hasta el Aubervilliers, incluyendo estancias en el Paris F. C. y en Joinville-le-Pont.
Entró en la academia del PSG en 2019, convirtiéndose pronto en una gran promesa del club, junto a jugadores como Ismaël Gharbi.

## Trayectoria
Apareció por primera vez en los titulares con el Paris Saint-Germain F. C. como sub-19 el 1 de octubre de 2022, al marcar un doble triplete contra el Stade de Reims en el Championnat National sub-19, cuando su equipo ganó por 9-0 en casa. Cuatro días más tarde, demostró ser también decisivo en la Liga Juvenil de la UEFA 2022-23, al marcar el único gol de la victoria a domicilio por 1-0 ante el S. L. Benfica, frente a un equipo que incluía a la mayoría de los jugadores que ganaron la edición anterior.
En septiembre de 2023 fue cedido por una temporada al Al-Sadd Sports Club de Catar. La siguiente regresó a Francia y fue prestado al Le Havre A. C.

## Selección nacional
Elegible para la selección de Marruecos a través de sus orígenes, es internacional juvenil con Francia, habiendo jugado con Francia sub-17 desde agosto de 2021.
En septiembre de 2022 jugó el Lafarge Foot Avenir con Francia sub-18, marcando goles contra Escocia y Polonia.

## Estilo de juego
Jugador de mentalidad ofensiva, es capaz de jugar en la mayoría de las posiciones del ataque, principalmente jugando como delantero centro o extremo izquierdo, durante su estancia en la academia del PSG.
Desde muy joven se le ha descrito como un jugador de gran velocidad y ejecución, un delantero inteligente y bueno para atacar los espacios y la profundidad del campo.

## Estadísticas

### Clubes
Actualizado al último partido disputado el 25 de octubre de 2024.
| Club                              | Div.          | Temporada     | Liga  | Liga  | Liga   | Copas nacionales | Copas nacionales | Copas nacionales | Copas internacionales | Copas internacionales | Copas internacionales | Total | Total | Total  |
| Club                              | Div.          | Temporada     | Part. | Goles | Asist. | Part.            | Goles            | Asist.           | Part.                 | Goles                 | Asist.                | Part. | Goles | Asist. |
| --------------------------------- | ------------- | ------------- | ----- | ----- | ------ | ---------------- | ---------------- | ---------------- | --------------------- | --------------------- | --------------------- | ----- | ----- | ------ |
| Paris Saint Germain F. C. Francia | 1.ª           | 2022-23       | 1     | 0     | 0      | 1                | 0                | 0                | 0                     | 0                     | 0                     | 2     | 0     | 0      |
| Paris Saint Germain F. C. Francia | Total club    | Total club    | 1     | 0     | 0      | 1                | 0                | 0                | 0                     | 0                     | 0                     | 2     | 0     | 0      |
| Al-Sadd Catar                     | 1.ª           | 2023-24       | 6     | 1     | 0      | 0                | 0                | 0                | —                     | —                     | —                     | 6     | 1     | 0      |
| Al-Sadd Catar                     | Total club    | Total club    | 6     | 1     | 0      | 0                | 0                | 0                | 0                     | 0                     | 0                     | 6     | 1     | 0      |
| Le Havre A. C. Francia            | 1.ª           | 2024-25       | 3     | 0     | 0      | 0                | 0                | 0                | —                     | —                     | —                     | 3     | 0     | 0      |
| Le Havre A. C. Francia            | Total club    | Total club    | 3     | 0     | 0      | 0                | 0                | 0                | 0                     | 0                     | 0                     | 3     | 0     | 0      |
| Total carrera                     | Total carrera | Total carrera | 10    | 1     | 0      | 1                | 0                | 0                | 0                     | 0                     | 0                     | 11    | 1     | 0      |